# Équipe de France de football en 1934
Chronologie
Saison précédente Saison suivante
L'équipe de France joue sept matches en 1934 pour quatre victoires et trois défaites. 
George Kimpton est choisi pour être l'entraîneur des bleus juste avant pour la Coupe du monde.
La France affronte en huitième de finale la Wunderteam autrichienne et sa vedette Matthias Sindelar. La France est éliminée trois buts à deux après prolongation.

## Les matchs
| Date             | Stade                                           | Adversaire      | Score        | Comp | Buteurs français                                                 |
| 21 janvier 1934  | Stade du Heysel Bruxelles, Belgique             | Belgique        | V 3-2        | A    | J. Nicolas (3e& 54e) & Veinante (37e)                            |
| 11 mars 1934     | Parc des Princes Paris, France                  | Suisse          | D 0-1        | A    | -                                                                |
| 25 mars 1934     | Stade olympique Yves-du-Manoir Colombes, France | Tchécoslovaquie | D 1-2        | A    | Korb (6e)                                                        |
| 15 avril 1934    | Stade Municipal Luxembourg, Luxembourg          | Luxembourg      | V 6-1        | QCM  | Aston (3e), J. Nicolas (26e, 67e, 85e, 89epen), Libérati (80ecf) |
| 10 mai 1934      | Olympisch Stadion Amsterdam, Pays-Bas           | Pays-Bas        | V 5-4        | A    | Keller (13e), Nicolas (21e, 25e, 76e), Alcazar (39e)             |
| 27 mai 1934      | Stadio Mussolini Turin, Italie                  | Autriche        | D 2-3 (a.p.) | CM   | Nicolas (18e), Verriest (115epen)                                |
| 16 décembre 1934 | Parc des Princes Paris, France                  | Yougoslavie     | V 3-2        | A    | Nicolas (12e, 68e), Courtois (88e)                               |

A : match amical. QCM : match qualificatif pour la Coupe du monde 1934. CM : match de la Coupe du monde 1934.

## Les joueurs
| Joueurs                                                      |    |    |    |    |    |     |    |
| Gardiens de but                                              |    |    |    |    |    |     |    |
| Robert Défossé (Olympique lillois) (8esélection)             | 90 |    |    |    |    |     |    |
| Alexis Thépot (Red Star Olympique)                           |    | 90 | 90 | 90 | 90 | 120 | 90 |
| Défenseurs                                                   |    |    |    |    |    |     |    |
| Étienne Mattler (FC Sochaux)                                 | 90 | 90 | 90 | 90 | 90 | 120 | 90 |
| Jules Vandooren (Olympique lillois)                          | 90 | 90 |    |    |    |     |    |
| François Vasse (RC Arras) (1reet dernière sélection)         |    |    | 90 |    |    |     |    |
| Georges Rose (Stade rennais UC) (1reet dernière sélection)   |    |    |    | 90 |    |     |    |
| Jacques Mairesse (Red Star Olympique) (dernières sélections) |    |    |    |    | 90 | 120 |    |
| Manuel Anatol (Racing Paris) (16eet dernière sélection)      |    |    |    |    |    |     | 90 |
| Milieux                                                      |    |    |    |    |    |     |    |
| Louis Finot (CA Paris) (7eet dernière sélection)             | 90 |    |    |    |    |     |    |
| Émile Scharwath (Racing Paris) (8eet dernière sélection)     | 90 |    |    |    |    |     |    |
| Maurice Banide (Club français) (8esélection)                 | 90 |    |    |    |    |     |    |
| Noël Liétaer (Excelsior AC) (dernières sélections)           |    | 90 | 90 | 90 | 90 | 120 | 90 |
| Max Charbit (Olympique de Marseille) (1resélection)          |    | 90 | 90 |    |    |     |    |
| Joseph Kaucsar (SO Montpellier) (15eet dernière sélection)   |    | 90 |    |    |    |     |    |
| Edmond Delfour (Racing Paris)                                |    |    | 90 | 90 |    | 120 |    |
| Célestin Delmer (Excelsior AC) (dernières sélections)        |    |    | 90 | 90 |    |     |    |
| Jules Cottenier (RC Roubaix) (4eet dernière sélection)       |    |    |    |    | 90 |     |    |
| Georges Verriest (Racing Club de Roubaix)                    |    |    |    |    | 90 | 120 | 90 |
| Louis Gabrillargues (FC Sète) (1resélection)                 |    |    |    |    |    |     | 90 |
| Attaquants                                                   |    |    |    |    |    |     |    |
| Jean Nicolas (FC Rouen)                                      | 90 | 90 | 90 | 90 | 90 | 120 | 90 |
| Joseph Alcazar (Olympique de Marseille)                      | 90 | 90 |    | 90 | 90 | 120 |    |
| Émile Veinante (Racing Paris)                                | 90 |    | 90 |    |    |     |    |
| Ernest Libérati (SC Fives) (dernières sélections)            | 90 |    |    | 90 |    |     |    |
| Albert Polge (SC Nîmes) (3eet dernière sélection)            | 90 |    |    |    |    |     |    |
| Alfred Aston (Red Star Olympique) (1resélection)             |    | 90 | 90 | 90 | 90 | 120 |    |
| Pierre Korb (FC Mulhouse) (dernières sélections)             |    | 90 | 90 |    |    |     |    |
| Roger Rio (FC Rouen)                                         |    | 90 |    | 90 | 90 | 120 | 90 |
| Fritz Keller (RC Strasbourg) (1resélection)                  |    |    |    |    | 90 | 120 | 90 |
| Marcel Langiller (Red Star Olympique) (25esélection)         |    |    |    |    |    |     | 90 |
| Roger Courtois (FC Sochaux) (2dsélection)                    |    |    |    |    |    |     | 90 |